# Географічні домени Росії

## Домени для регіонів Росії та їх адмінцентрів
У цьому списку знаходяться тільки офіційні інтернет-домени.
| Регіон                                    | Адмінцентр                 | Домен                                  |
| ----------------------------------------- | -------------------------- | -------------------------------------- |
| Республіка Адигея                         | Майкоп                     | .adygeya.ru                            |
| Республіка Алтай                          | Горно-Алтайськ             | відсутні                               |
| Республіка Башкортостан                   | Уфа                        | .bashkiria.ru                          |
| Республіка Бурятія                        | Улан-Уде                   | .buryatia.ru, .ulan-ude.ru             |
| Республіка Дагестан                       | Махачкала                  | .dagestan.ru                           |
| Республіка Інгушетія                      | Магас                      | відсутні                               |
| Кабардино-Балкарська Республіка           | Нальчик                    | .nalchik.ru                            |
| Республіка Калмикія                       | Еліста                     | .kalmykia.ru                           |
| Карачаєво-Черкесська Республіка           | Черкеськ                   | .kchr.ru                               |
| Республіка Карелія                        | Петрозаводськ              | .karelia.ru, .ptz.ru                   |
| Республіка Комі                           | Сиктивкар                  | .rkomi.ru                              |
| Республіка Крим                           | Сімферополь                | .com.ru, .crimea.ru                    |
| Республіка Марій Ел                       | Йошкар-Ола                 | .mari-el.ru, .joshkar-ola.ru, .mari.ru |
| Республіка Мордовія                       | Саранськ                   | .mordovia.ru                           |
| Республіка Саха (Якутія)                  | Якутськ                    | .yakutia.ru                            |
| Республіка Північна Осетія — Аланія       | Владикавказ                | .vladikavkaz.ru                        |
| Республіка Татарстан                      | Казань                     | .tatarstan.ru, .kazan.ru, .tatar       |
| Республіка Тива                           | Кизил                      | .tuva.ru                               |
| Удмуртська Республіка                     | Іжевськ                    | .udmurtia.ru, .udm.ru, .izhevsk.ru     |
| Республіка Хакасія                        | Абакан                     | .khakassia.ru                          |
| Чеченська Республіка                      | Грозний                    | .grozny.ru                             |
| Чувашська Республіка                      | Чебоксари                  | .chuvashia.ru                          |
| Алтайський край                           | Барнаул                    | .altai.ru                              |
| Забайкальський край                       | Чита                       | .chita.ru                              |
| Камчатський край                          | Петропавловськ-Камчатський | .kamchatka.ru                          |
| Краснодарський край                       | Краснодар                  | .kuban.ru, .krasnodar.su               |
| Красноярський край                        | Красноярськ                | .krasnoyarsk.ru                        |
| Пермський край                            | Перм                       | .perm.ru                               |
| Приморський край                          | Владивосток                | .marine.ru, .vladivostok.ru, .vl.ru    |
| Ставропольський край                      | Ставрополь                 | .stavropol.ru, .stv.ru                 |
| Хабаровський край                         | Хабаровськ                 | .khabarovsk.ru, .khv.ru                |
| Амурська область                          | Благовещенськ              | .amur.ru                               |
| Архангельська область                     | Архангельськ               | .arkhangelsk.ru                        |
| Астраханська область                      | Астрахань                  | .astrakhan.ru                          |
| Бєлгородська область                      | Бєлгород                   | .belgorod.ru                           |
| Брянська область                          | Брянськ                    | .bryansk.ru                            |
| Владимирська область                      | Владимир                   | .vladimir.ru                           |
| Волгоградська область                     | Волгоград                  | .volgograd.ru, .tsaritsyn.ru, .vlg.ru  |
| Вологодська область                       | Вологда                    | .vologda.ru                            |
| Воронезька область                        | Воронеж                    | .voronezh.ru, .vrn.ru, .cbg.ru         |
| Івановська область                        | Іваново                    | .ivanovo.ru                            |
| Іркутська область                         | Іркутськ                   | .irkutsk.ru, .irk.ru                   |
| Калінінградська область                   | Калінінград                | .koenig.ru                             |
| Калузька область                          | Калуга                     | .kaluga.ru                             |
| Кемеровська область                       | Кемерово                   | .kemerovo.ru                           |
| Кіровська область                         | Кіров                      | .kirov.ru, .vyatka.ru                  |
| Костромська область                       | Кострома                   | .kostroma.ru                           |
| Курганська область                        | Курган                     | .kurgan.ru                             |
| Курська область                           | Курськ                     | .kursk.ru                              |
| Ленінградська область                     | —                          | відсутні                               |
| Липецька область                          | Липецьк                    | .lipetsk.ru                            |
| Магаданська область                       | Магадан                    | .magadan.ru                            |
| Московська область                        | —                          | .mosreg.ru                             |
| Мурманська область                        | Мурманськ                  | .murmansk.ru                           |
| Нижньогородська область                   | Нижній Новгород            | .nn.ru                                 |
| Новгородська область                      | Великий Новгород           | .nov.ru                                |
| Новосибірська область                     | Новосибірськ               | .nsk.ru, .novosibirsk.ru               |
| Омська область                            | Омськ                      | .omsk.ru                               |
| Оренбурзька область                       | Оренбург                   | .orb.ru                                |
| Орловська область                         | Орел                       | .oryol.ru                              |
| Пензенська область                        | Пенза                      | .penza.ru                              |
| Псковська область                         | Псков                      | .pskov.ru, .psk.ru, .psk               |
| Ростовська область                        | Ростов-на-Дону             | .rnd.ru                                |
| Рязанська область                         | Рязань                     | .ryazan.ru                             |
| Самарська область                         | Самара                     | .samara.ru                             |
| Саратовська область                       | Саратов                    | .saratov.ru                            |
| Сахалінська область                       | Южно-Сахалінськ            | .sakhalin.ru, .yuzhno-sakhalinsk.ru    |
| Свердловська область                      | Єкатеринбург               | .ekburg.ru, .екатеринбург.рф           |
| Смоленська область                        | Смоленськ                  | .smolensk.ru                           |
| Тамбовська область                        | Тамбов                     | .tambov.ru                             |
| Тверська область                          | Тверь                      | .tver.ru                               |
| Томська область                           | Томськ                     | .tomsk.ru, .tsk.ru, .tom.ru            |
| Тульська область                          | Тула                       | .tula.ru                               |
| Тюменська область                         | Тюмень                     | .tyumen.ru                             |
| Ульяновська область                       | Ульяновськ                 | .simbirsk.ru                           |
| Челябінська область                       | Челябінськ                 | .chelyabinsk.ru, .chel.ru              |
| Ярославська область                       | Ярославль                  | .yaroslavl.ru                          |
| Москва                                    | Москва                     | .msk.ru, .moscow, .москва              |
| Санкт-Петербург                           | Санкт-Петербург            | .spb.ru                                |
| Севастополь                               | Севастополь                | .sevastopol.ru, .sev.ru                |
| Єврейська автономна область               | Біробіджан                 | .bir.ru, .jar.ru                       |
| Ненецький автономний округ                | Нар'ян-Мар                 | відсутні                               |
| Ханти-Мансійський автономний округ — Югра | Ханти-Мансійськ            | .surgut.ru                             |
| Чукотський автономний округ               | Анадир                     | .chukotka.ru                           |
| Ямало-Ненецький автономний округ          | Салехард                   | .yamal.ru, .jamal.ru                   |

## Географічні доменні імена другого рівня в домені .РФ
Відповідно до Концепції реєстрації доменних імен другого рівня в домені .рф для державних потреб мають бути зареєстровані доменні імена обл.рф, область.рф, край.рф, округ.рф, Республика.рф, і навіть доменні імена, відповідні назвам суб'єктів Російської Федерації.